# Джил Коггінс
Джил Ко́ггінс (англ. Gil Coggins), повне ім'я Гі́лберт Ллойд Ко́ггінс (англ. Gilbert Lloyd Coggins; 23 серпня 1928, Нью-Йорк — 15 лютого 2004, Нью-Йорк) — американський джазовий піаніст.

## Біографія
Народився 23 серпня 1928 року в Нью-Йорку. Його батьки були вихідцями з Вест-Індії. У дитинстві почав грати на фортепіано, однак ніколи не займався музикою серйозно, доки не закінчив службу в армії.
На початку 1950-х грав з Майлзом Девісом, Лестером Янгом. У 1954 році працював агентом з нерухомості. У 1950-х також записувався з Джоном Колтрейном, Артом Блейкі, Реєм Дрейпером і Джекі Макліном. На початку 1970-х виступав в клубі Minton's Playhouse в Нью-Йорку та Вест-Енді. З 1974 по 1975 роки грав з Едом Льюїсом. З 1980-х років майже залишив музику, однак у 1996 році взяв участь в концерті з Сонні Роллінсом в Бейкон-театрі в Нью-Йорку.
Помер 15 лютого 2004 року внаслідок автомобільної аварії у Форрест-хіллс, Нью-Йорк.

## Дискографія
- Gil's Mood (Interplay, 1990)
- Better Late Than Never (2003)